# Sleep Dirt
Sleep Dirt è un album registrato tra il 1974 e il 1976 circa e pubblicato da Frank Zappa nel gennaio 1979.

## Tracce
Lato A
Testi e musiche di Frank Zappa.
1. Filthy Habits (strumentale) – 7:33
2. Flambay – 5:02
3. Spider of Destiny – 2:54
4. Regyptian Strut (strumentale) – 4:15

Durata totale: 19:44
Lato B
1. Time Is Money – 2:52
2. Sleep Dirt (strumentale) – 3:20
3. The Ocean Is The Ultimate Solution (strumentale) – 13:20

Durata totale: 19:32

## Musicisti

### Artista
- Frank Zappa - voce, chitarra, tastiere(1), percussioni(4), sintetizzatore(7)

### Altri musicisti
- Dave Parlato - basso(1)
- Terry Bozzio - batteria(1), (7)
- George Duke - tastiere(2), (3), (4), (5)
- Patrick O'Hearn - basso(2), (3), (7)
- Ruth Underwood - percussioni(2), (3), (4), (5)
- Chad Wackerman - batteria(2), (3), (5)
- Thana Harris - voce(2), (5)
- Bruce Fowler - ottoni(4)
- James "Bird Legs" Youman - basso(4), (5), chitarra (6)
- Chester Thompson - batteria(4)